# Balantium magnificum
Balantium magnificum là một loài dương xỉ trong họ Dicksoniaceae. Loài này được de Vriese, Jungh. mô tả khoa học đầu tiên năm 1852.
Danh pháp khoa học của loài này chưa được làm sáng tỏ. 